# Múndir II
Al-Munḏir ibn Yahyà at-Tuŷībī Mu'izz ad-Dawla noto come Múndir II (in arabo المنذر بن يحي معز الدولة‎?) (... – 1038) è stato un re della taifa di Saragozza dal 1036 al 1038.

## Biografia
Era figlio della sorella di Ismail al-Zafir, re della taifa di Toledo, che suo padre, Yahya al-Muzáffar, aveva sposato per suggellare un'alleanza con la taifa della Marca di Mezzo.
Di lui non si conosce molto, se non che apparteneva al lignaggio dei tugibidi. Le fonti che raccontano gli eventi di questo periodo si concentrano sulla cospirazione che un parente della linea principale di questo lignaggio chiamato, Abd Allah ibn Hákam, realizzò contro di lui.
Nell'anno 1035 si insediò il califfo Hisham II a Siviglia, ma il re di Saragozza Yahya non riconobbe la sua autorità come, del resto, avevano fatto tutti i suoi predecessori a partire  da Mundir I. Questa fu la scusa che addusse suo cugino, Abd Allah ibn Hákam avido di potere, per proclamarsi re della taifa, una congiura che finì con l'assassinio di Mundir II nel 1038. A seguito di questo evento, a Saragozza sorsero grandi disordini che finirono per cacciare dal potere la dinastia tugibide e a dare origine al periodo della monarchia Hudi dal 1039, quando salì al potere Sulaymán ben Hud al-Musta'in, che a quel tempo era governatore di Lleida.